# Премія «Зірок МААТР»
Премія «Зірок МААТР» (кор. 에이판 스타 어워즈, англ. APAN Star Awards) — південнокорейська премія, яку присуджують за видатні досягнення в південнокорейській телевізійній сфері і за внесок у корейську хвилю. Вручення організоване Корейською асоціацією з управління сфери розваг. Номінантів вибирають з великих телеканалів (KBS, SBS, MBC) та кабельних телеканалів (tvN, JTBC, OCN, MBN та TV Chosun), що виходили в телеефір з жовтня-листопада попереднього року до вересня наступного року. До 2013 року премія мала назву «Премія Зірок корейських драм» (кор. 케이 드라마 스타 어워즈, англ. K-Drama Star Awards).

## Категорії
- Великий приз
- Драма року
- Нагорода за високу майстерність (актор / акторка)
- Нагорода за майстерність (актор / акторка)
- Найкращий актор другого плану
- Найкраща акторка другого плану
- Найкращий новий актор
- Найкраща нова акторка
- Найкращий юний актор
- Найкраща юна акторка
- Найкращий телевізійний режисер
- Найкращий автор сценарію
- Найкращий OST
- Нагорода «Популярна зірка» (актор / акторка)
- Найкраща пара
- Нагорода «Зірка корейської хвилі»
- Найкращий менеджер
- Найкращий наряд
- Нагорода за досягнення
- Нагорода OTT

## Великий приз (Тесан)
| №  | Рік  | Переможець   | Робота                     | Примітки             |
| -- | ---- | ------------ | -------------------------- | -------------------- |
| 1  | 2012 | Сон Хьон Чжу | «Переслідувач»             | [ 5 ] [ 4 ]          |
| 2  | 2013 | Сон Хє Кьо   | «Цією зимою, вітер дує»    | [ 6 ] [ 7 ]          |
| 3  | 2014 | Чо Ін Сон    | «Це добре, це кохання»     | [ 8 ] [ 9 ]          |
| 4  | 2015 | Кім Су Хьон  | «Продюсери»                | [ 10 ] [ 11 ]        |
| 5  | 2016 | Сон Чжун Кі  | «Нащадки сонця»            | [ 12 ] [ 13 ]        |
| 6  | 2018 | Лі Бьон Хон  | «Містер Саншайн»           | [ 14 ] [ 15 ] [ 16 ] |
| 7  | 2020 | Хьон Бін     | «Незаплановане кохання»    | [ 17 ] [ 18 ] [ 19 ] |
| 8  | 2022 | Сон Чжун Кі  | «Вінченцо»                 | [ 20 ] [ 21 ]        |
| 9  | 2023 | Лі Чун Хо    | «Посмішка для спадкоємця»  | [ 22 ] [ 23 ] [ 24 ] |
| 10 | 2024 | Кім Тхе Рі   | «Чонньон:Народження зірки» | [ 25 ] [ 26 ]        |

## Драма року
| Рік  | Переможець                 |
| ---- | -------------------------- |
| 2016 | «Нащадки сонця»            |
| 2018 | «Містер Саншайн»           |
| 2020 | «Ітхевон клас»             |
| 2022 | «Червоний рукав»           |
| 2023 | «Малі жінки»               |
| 2024 | «Чонньон:Народження зірки» |

## Нагорода за високу майстерність

### Найкращий актор/акторка
| Рік  | Переможці   | Переможці         | Переможці   | Переможці                                      |
| Рік  | Актор       | Робота            | Акторка     | Робота                                         |
| ---- | ----------- | ----------------- | ----------- | ---------------------------------------------- |
| 2012 | Сон Чжун Кі | «Хороший хлопець» | Кім Нам Джу | «Мій чоловік має сім'ю»                        |
| 2013 | Лі Джун Гі  | «Два тижні»       | Лі Бо Йон   | «Я можу почути твій голос», «Моя донька Сойон» |

### Найкращий актор/акторка мінісеріалу
| Рік  | Переможці   | Переможці                    | Переможці   | Переможці                               |
| Рік  | Актор       | Робота                       | Акторка     | Робота                                  |
| ---- | ----------- | ---------------------------- | ----------- | --------------------------------------- |
| 2014 | Кім Су Хьон | «Моє кохання із зірки»       | Кім Хі Е    | «Таємний роман»                         |
| 2015 | Лі Сон Мін  | «Місен: Неповноцінне життя»  | Кім Хі Сон  | «Сердита мама»                          |
| 2016 | Чо Чін Ун   | «Сигнал»                     | Хан Хьо Джу | «W — Два світи»                         |
| 2018 | Пак Со Джун | «Що не так з секретарем Кім» | Лі Чі Ин    | «Мій Аджоссі»                           |
| 2020 | Кан Ха Ниль | «Коли квітне Камелія»        | Кім Хі Сон  | «Аліса»                                 |
| 2022 | Лі Чун Хо   | «Червоний рукав»             | Сін Мін А   | «Ча-Ча-Ча на узбережжі», «Наша блакить» |
| 2023 | Рю Син Рьон | «Переїзд»                    | Ом Чон Хва  | «Лікарка Чха»                           |
| 2024 | Чі Чхан Ук  | «Вітаємо в Самдалрі»         | Лі Хані     | «Лицарська квітка»                      |

### Найкращий актор/акторка довготривалої драми
| Рік  | Переможці    | Переможці                             | Переможці    | Переможці                          |
| Рік  | Актор        | Робота                                | Акторка      | Робота                             |
| ---- | ------------ | ------------------------------------- | ------------ | ---------------------------------- |
| 2014 | Чо Че Хьон   | «Чжон До-Чон»                         | Кім Хі Сон   | «Чудові дні»                       |
| 2015 | Кім Сан Джун | «Чінбірок: Мемуари Імджинської війни» | Кім Хьон Джу | «Я маю роман»                      |
| 2016 | Ан Че Ук     | «П'ять достатньо»                     | Кім Со Йон   | «Щасливий дім»                     |
| 2018 | Лі Сан У     | «Одружитися зараз»                    | Сін Хє Сон   | «Моє золоте життя»                 |
| 2020 | Лі Сан Йоп   | «Ще раз»                              | Лі Мін Чон   | «Ще раз»                           |
| 2022 | Чу Сан Ук    | «Король сліз, Лі Панвон»              | Пак Чін Хі   | «Король сліз, Лі Панвон»           |
| 2023 | Ко Су        | «Відсутня: Інша сторона 2»            | Лі Сон Ґьон  | «Романтичний лікар, вчитель Кім 3» |
| 2024 | Чі Хьону     | «Красуня і пан Романтик»              | Ім Су Хян    | «Красуня і пан Романтик»           |

### Найкращий актор/акторка OTT драми
| Рік  | Переможці | Переможці               | Переможці    | Переможці             |
| Рік  | Актор     | Робота                  | Акторка      | Робота                |
| ---- | --------- | ----------------------- | ------------ | --------------------- |
| 2022 | Чон Хе Ін | «Погоня за дезертирами» | Кім Сон Рьон | «Політична лихоманка» |

## Нагорода за майстерність

### Найкращий актор/акторка
| Рік  | Переможці    | Переможці                                            | Переможці   | Переможці                                          |
| Рік  | Актор        | Робота                                               | Акторка     | Робота                                             |
| ---- | ------------ | ---------------------------------------------------- | ----------- | -------------------------------------------------- |
| 2012 | Кім Су Хьон  | «Місяць, що обіймає сонце»                           | Хан Чі Мін  | «Ппадам Ппадам»                                    |
| 2012 | Ю Чун Сан    | «Мій чоловік має сім'ю»                              | Хан Чі Мін  | «Ппадам Ппадам»                                    |
| 2013 | Лі Чон Сок   | «Я можу почути твій голос»                           | Кім Со Йон  | «Два тижні»                                        |
| 2023 | Лі Тон Хві   | «Велика ставка»                                      | Сін Є Ин    | «Чужа помста», «Таємний прихисток романтиків»      |
| 2023 | Чон Сок Йон  | «Погоня за дезертирами 2»                            | Йон Хє Ран  | «Слава», «Феноменальні чутки 2», «Дівчина в масці» |
| 2024 | Чон Бесу     | «Дорога Хєрі», «Щоденна доза сонця», «Королева сліз» | Кім Джоннан | «Королева сліз»                                    |
| 2024 | Со Хьончхоль | «Вітаємо в Самдалрі», «Юність»                       | Чон Йонджу  | «Кохана бігунка», «Пані день і ніч»                |

### Найкращий актор/акторка мінісеріалу
| Рік  | Переможці    | Переможці                                             | Переможці    | Переможці                                |
| Рік  | Актор        | Робота                                                | Акторка      | Робота                                   |
| ---- | ------------ | ----------------------------------------------------- | ------------ | ---------------------------------------- |
| 2014 | Чон У        | «Відповідь у 1994»                                    | Пак Сін Хє   | «Спадкоємці»                             |
| 2015 | Ім Сі Ван    | «Місен: Неповноцінне життя»                           | Пак Бо Йон   | «О, мій привид»                          |
| 2016 | Нам Кун Мін  | «Пам'ятай»                                            | Со Хьон Джін | «Інша міс О»                             |
| 2018 | Чон Хе Ін    | «Щось в дощ»                                          | Ко А Сон     | «Життя на Марсі»                         |
| 2020 | Пак Хе Джун  | «Світ подружньої пари»                                | Со Є Чі      | «Нормально бути ненормальним»            |
| 2022 | Чін Сон Ґю   | «Через темряву»                                       | Ю Сон        | «Єва»                                    |
| 2023 | Пак Хе Су    | «Наркосвяті»                                          | Кім Со Хьон  | «Блідий місяць»                          |
| 2023 | Чо Хан Чхоль | «Переродитись багатим», «Викрадач: Охоронець скарбів» | Ом Чі Вон    | «Малі жінки»                             |
| 2024 | Лі Іґьон     | «Вийди заміж за мого чоловіка»                        | Чон Инчхе    | «Ваша честь», «Чонньон:Народження зірки» |

### Найкращий актор/акторка довготривалої драми
| Рік  | Переможці    | Переможці                         | Переможці   | Переможці                 |
| Рік  | Актор        | Робота                            | Акторка     | Робота                    |
| ---- | ------------ | --------------------------------- | ----------- | ------------------------- |
| 2014 | Кім Чі Хун   | «Чан Бо Рі вже тут!»              | Кім Ок Бін  | «Заполонити серце»        |
| 2015 | Лі Джун      | «Почув це через виноградну лозу»  | Кім Мін Чон | «Купець: Кекджу 2015»     |
| 2016 | Лі Пхіль Мо  | «Щасливий дім»                    | Чон Ю Мі    | «Шість літаючих драконів» |
| 2018 | Чан Син Джо  | «Квітка грошей»                   | Чо Бо А     | «Прощавай, До побачення»  |
| 2020 | Лі Сан І     | «Ще раз»                          | Сім Ї Йон   | «Моє чудове життя»        |
| 2022 | Хан Сан Джін | «Дружина на всі руки»             | Со І Хьон   | «Червоне взуття»          |
| 2023 | Со Хо Джун   | «Перші, хто приїхали на виклик 2» | Кім Ок Він  | «Асдальські хроніки 2»    |
| 2024 | Кім Донджун  | «Корьо-киданська війна»           | О Хьонґьон  | «Суджі та Урі»            |

### Найкращий актор/акторка OTT драми
| Рік  | Переможці  | Переможці                       | Переможці   | Переможці                             |
| Рік  | Актор      | Робота                          | Акторка     | Робота                                |
| ---- | ---------- | ------------------------------- | ----------- | ------------------------------------- |
| 2022 | Ан Бо Хьон | «Клітини мозку Юмі», «Моє ім'я» | Хан Сон Хва | «Працюй потім, пий зараз»             |
| 2024 | Лі Сан'ун  | «O’PENing 2024 — Донька Докху»  | Чон Інсон   | «O’PENing 2024 — Grand Shining Hotel» |

### Найкращий актор/акторка короткої драми
| Рік  | Переможці   | Переможці              | Переможці | Переможці  |
| Рік  | Актор       | Робота                 | Акторка   | Робота     |
| ---- | ----------- | ---------------------- | --------- | ---------- |
| 2023 | Чу Чон Хьок | «Чи ви знаєте аштангу» | Сін Ин Су | «Як видри» |

### Найкращий актор/акторка вебсеріалу
| Рік  | Переможці | Переможці                 | Переможці | Переможці           |
| Рік  | Актор     | Робота                    | Акторка   | Робота              |
| ---- | --------- | ------------------------- | --------- | ------------------- |
| 2023 | Чху Йон У | «Якось в одному містечку» | Єрі       | «Сука та багатство» |

## Нагороди акторам другого плану

### Найкращий актор другого плану
| Рік  | Переможець  | Робота                                           |
| ---- | ----------- | ------------------------------------------------ |
| 2012 | Лі Сон Мін  | «Золотий час»                                    |
| 2013 | Чон Ун Ін   | «Я можу почути твій голос»                       |
| 2014 | Рю Син Су   | «Чудові дні»                                     |
| 2015 | Лі Кьон Йон | «Місен: Неповноцінне життя»                      |
| 2016 | Чін Гу      | «Нащадки сонця»                                  |
| 2016 | Кім Ий Сон  | «W — Два світи»                                  |
| 2018 | Пак Хо Сан  | «Мій Аджоссі»                                    |
| 2018 | Ю Че Мьон   | «Життя»                                          |
| 2020 | О Чон Се    | «Міжсезонна ліга», «Нормально бути ненормальним» |
| 2020 | Кім Йон Мін | «Незаплановане кохання», «Світ подружньої пари»  |
| 2022 | Юн Пьон Хі  | «Вінченцо», «Наша блакить»                       |
| 2022 | Хо Сон Те   | «Інсайдер», «Гра в кальмара»                     |

### Найкраща акторка другого плану
| Рік  | Переможець   | Робота                                                   |
| ---- | ------------ | -------------------------------------------------------- |
| 2012 | Кім Чон Нан  | «Гідність джентльмена»                                   |
| 2013 | Кім Сон Рьон | «Король амбіцій»                                         |
| 2014 | Кім Хє Ин    | «Таємний роман»                                          |
| 2015 | Чхе Чон Ан   | «Йон Пхаль»                                              |
| 2015 | Кіль Хе Йон  | «Почув це через виноградну лозу»                         |
| 2016 | Кім Чі Вон   | «Нащадки сонця»                                          |
| 2016 | Є Чі Вон     | «Інша міс О»                                             |
| 2018 | Кім Мін Чон  | «Містер Саншайн»                                         |
| 2018 | Чан Со Йон   | «Щось в дощ»                                             |
| 2020 | Кім Сон Йон  | «Незаплановане кохання», «Цілодобовий магазин Сет Бьоль» |
| 2022 | Кім Сін Рок  | «Поклик пекла»                                           |
| 2022 | Пек Чі Вон   | «Надзвичайна юристка У», «Анна»                          |

## Нагороди новачкам

### Найкращий новий актор
| Рік  | Переможець    | Робота                               |
| ---- | ------------- | ------------------------------------ |
| 2013 | Чхве Чін Хьок | «Книга сім'ї Ку»                     |
| 2013 | Кім У Бін     | «Школа 2013»                         |
| 2014 | D.O.          | «Це добре, це кохання»               |
| 2014 | Сон Хо Джун   | «Відповідь у 1994»                   |
| 2015 | Пьон Йо Хан   | «Місен: Неповноцінне життя»          |
| 2015 | Нам Чу Хьок   | «Хто ти: Школа 2015»                 |
| 2016 | Пак Бо Гом    | «Відповідь у 1988»                   |
| 2016 | Юн Кюн Сан    | «Лікарі»                             |
| 2018 | Ян Се Джон    | «Любовна лихоманка»                  |
| 2018 | Чан Кі Йон    | «Мій Аджоссі»                        |
| 2020 | Чан Тон Юн    | «Легенда про Нокту»                  |
| 2020 | Лі До Хьон    | «Знову 18»                           |
| 2022 | Юн Чхан Йон   | «Усі ми мертві»                      |
| 2022 | Тхан Чун Сан  | «На шляху до раю», «Клуб бадмінтону» |
| 2023 | Кім Тон Хві   | «Відсутня: Інша сторона 2», «Угода»  |
| 2023 | Мун Сан Мін   | «Під парасолькою королеви»           |
| 2024 | Кім Джонджін  | «Юність», «Сумнів», «Чесний бізнес»  |
| 2024 | Но Джевон     | «Сумнів», «Щоденна доза сонця»       |

### Найкраща нова акторка
| Рік  | Переможець   | Робота                                     |
| ---- | ------------ | ------------------------------------------ |
| 2013 | Кім Ю Рі     | «Аліса з Чхондам-дону», «Повелитель сонця» |
| 2013 | Лі Ю Пі      | «Книга сім'ї Ку»                           |
| 2014 | Нам Бо Ра    | «Тільки кохання»                           |
| 2014 | Кім Силь Гі  | «Відкриття кохання»                        |
| 2015 | Чхе Су Бін   | «Будинок синьої пташки»                    |
| 2015 | Лім Чі Йон   | «Вище суспільство»                         |
| 2016 | Кім Ю Чон    | «Кохання в місячному сяйві»                |
| 2016 | Лі Хє Рі     | «Відповідь у 1988»                         |
| 2018 | Кім Тхе Рі   | «Містер Саншайн»                           |
| 2018 | Вон Чін А    | «Просто між коханцями»                     |
| 2020 | Чон Мі До    | «Музика лікарні»                           |
| 2022 | Пак Чі Ху    | «Усі ми мертві»                            |
| 2023 | Лі Хан Бьоль | «Дівчина в масці»                          |
| 2023 | Чо А Рам     | «Лікарка Чха»                              |
| 2024 | Чхе Вонбін   | «Сумнів»                                   |
| 2024 | Кан Міна     | «Вітаємо в Самдалрі»                       |

### Нагорода «Висхідна зірка»
| Рік  | Переможець    | Робота                        |
| ---- | ------------- | ----------------------------- |
| 2012 | Чон Ин Джі    | «Відповідь у 1997»            |
| 2012 | Кан Мін Хьок  | «Мій чоловік має сім'ю»       |
| 2012 | Кім Хьон Джун | «Вона, що сяє», «Пізній цвіт» |
| 2012 | О Йон Со      | «Мій чоловік має сім'ю»       |
| 2012 | Со Ін Гук     | «Відповідь у 1994»            |
| 2012 | Ю Ін На       | «Корелава та я»               |
| 2012 | Юн Чін Ї      | «Гідність джентльмена»        |
| 2016 | Хван Чхі Йоль | Н/Д                           |
| 2016 | Даррен Ван    | Н/Д                           |

## Нагороди для юних акторів

### Найкращий юний актор
| Рік  | Переможець    | Робота                                                        |
| ---- | ------------- | ------------------------------------------------------------- |
| 2012 | Пак Кон У     | «Травнева королева», «Два серця короля»                       |
| 2013 | Чхон По Ґим   | «Класна кімната королеви»                                     |
| 2014 | Чхве Квон Су  | «Чудові дні»                                                  |
| 2014 | Юн Чхан Йон   | «Мама»                                                        |
| 2015 | Нам Та Рим    | «Піноккіо»                                                    |
| 2023 | Чон Хьон Джун | «Сяючий кавунчик», «Побачимось у моєму 19-му житті»           |
| 2024 | Лі Джувон     | «Королева сліз», «Як приборкати бандита», «Живи своїм життям» |

### Найкраща юна акторка
| Рік  | Переможець  | Робота                                                 |
| ---- | ----------- | ------------------------------------------------------ |
| 2012 | Кім Со Хьон | «Сумую за тобою», «Ма Бой», «Місяць, що обіймає сонце» |
| 2012 | Кім Ю Чон   | «Травнева королева», «Місяць, що обіймає сонце»        |
| 2013 | Кім Хян Ґі  | «Класна кімната королеви»                              |
| 2014 | Кім Хьон Су | «Моє кохання із зірки»                                 |
| 2014 | Кім Чі Йон  | «Чан Бо Рі вже тут!»                                   |
| 2015 | Каль Со Вон | «Моя донька, Ким Са Воль»                              |
| 2023 | Чон Ю На    | «День викрадення»                                      |
| 2024 | Пак Соі     | «Нетипова родина»                                      |

## Найкращий телевізійний режисер
| Рік  | Переможець               | Робота                 |
| ---- | ------------------------ | ---------------------- |
| 2012 | Чо Нам Ґук               | «Переслідувач»         |
| 2013 | Кім Пьон Су              | «Дев'ять»              |
| 2014 | Чан Тхе Ю                | «Моє кохання із зірки» |
| 2015 | Чо Су Вон                | «Піноккіо»             |
| 2016 | Сін Вон Хо               | «Відповідь у 1988»     |
| 2018 | Кім Вон Сок              | «Мій Аджоссі»          |
| 2020 | Чха Йон Хун              | «Коли квітне Камелія»  |
| 2022 | Чон Чі Ін та Сон Йон Хва | «Червоний рукав»       |
| 2023 | Пак Ін Дже               | «Переїзд»              |
| 2024 | Лі Мьон'у                | «Юність»               |

## Найкращий автор/авторка сценарію
| Рік  | Переможець   | Робота                          |
| ---- | ------------ | ------------------------------- |
| 2012 | Пак Чі Ин    | «Мій чоловік має сім'ю»         |
| 2013 | Со Хьон Ґьон | «Два тижні», «Моя донька Сойон» |
| 2014 | Чон Сон Джу  | «Таємний роман»                 |
| 2015 | Пак Кьон Су  | «Удар»                          |
| 2016 | Кім Ин Хі    | «Сигнал»                        |
| 2018 | Лі Су Йон    | «Життя»                         |
| 2020 | Лі Сін Хва   | «Міжсезонна ліга»               |
| 2022 | Мун Чі Вон   | «Надзвичайна юристка У»         |
| 2023 | Кан Юн Сон   | «Велика ставка»                 |
| 2024 | Чхве Юна     | «Хороший партнер»               |

## Найкращий OST
| Рік  | Переможець                              | Робота                  |
| ---- | --------------------------------------- | ----------------------- |
| 2012 | «All for You» — Со Ін Гук та Чон Ин Джі | «Відповідь у 1997»      |
| 2013 | «Winter Love» — The One                 | «Цією зимою, вітер дує» |
| 2014 | «Goodbye My Love» — Ailee               | «Доля кохати тебе»      |
| 2015 | «Pinocchio» — Рой Кім                   | «Піноккіо»              |
| 2020 | «Sweet Night» — V (BTS)                 | «Ітхевон клас»          |
| 2022 | «Love Always Runs Away» — Лім Йон Ун    | «Панночка і джентльмен» |
| 2023 | «Go Your Own Way» — Йон Тхак            | «Живи своїм життям»     |
| 2024 | «Sudden Shower» — Eclipse (Пьон У Сок)  | «Кохана бігунка»        |

## Нагороди за популярність

### Нагорода «Популярна зірка» (актори)
| Рік                                       | Переможець  | Робота                        |
| ----------------------------------------- | ----------- | ----------------------------- |
| 2012                                      | Ю Чу Сан    | «Мій чоловік має сім'ю»       |
| 2013                                      | Чу Чі Хун   | «П'ять пальців»               |
| 2014                                      | Лі Кван Су  | «Це добре, це кохання»        |
| 2015                                      | Сон Хо Джун | «Пані Коп»                    |
| Нагорода «К-зірка»                        |             |                               |
| 2018                                      | Чон Хе Ін   | «Щось в дощ»                  |
| Нагорода «Популярна зірка» від Idol Champ |             |                               |
| 2020                                      | Кім Су Хьон | «Нормально бути ненормальним» |
| 2022                                      | Пак Че Чхан | «Семантична помилка»          |
| 2023                                      | Лі Чун Хо   | «Посмішка для спадкоємця»     |
| 2024                                      | Пьон Усок   | «Кохана бігунка»              |

### Нагорода «Популярна зірка» (акторки)
| Рік                                       | Переможець  | Робота                             |
| ----------------------------------------- | ----------- | ---------------------------------- |
| 2013                                      | О Йон Со    | «Мій чоловік за контрактом, пан О» |
| 2012                                      | Чін Се Йон  | «Іноземний лікар»                  |
| 2015                                      | Ю Ін Йон    | «Маска»                            |
| Нагорода «К-зірка»                        |             |                                    |
| 2018                                      | Пак Мін Йон | «Що не так з секретарем Кім»       |
| Нагорода «Популярна зірка» від Idol Champ |             |                                    |
| 2020                                      | Со Є Чі     | «Нормально бути ненормальним»      |
| Нагорода «Зірка KT Seezn»                 |             |                                    |
| 2020                                      | Сон Є Джін  | «Незаплановане кохання»            |
| Нагорода «Популярна зірка» від Idol Champ |             |                                    |
| 2022                                      | Пак Ин Бін  | «Надзвичайна юристка У»            |
| 2023                                      | Ім Юна      | «Посмішка для спадкоємця»          |
| 2024                                      | Кім Хє Юн   | «Кохана бігунка»                   |

### Нагорода «Зірка корейської хвилі»
| Рік  | Переможець  | Робота                 |
| ---- | ----------- | ---------------------- |
| 2012 | Чон Йон Хва | «Струни душі»          |
| 2014 | Чон Чі Хьон | «Моє кохання із зірки» |
| 2014 | Кім Су Хьон | «Моє кохання із зірки» |
| 2015 | Лі Дон Гон  | Н/Д                    |
| 2015 | Хон Су А    | Н/Д                    |
| 2016 | Лі Бьон Хон | Н/Д                    |
| 2018 | Пак Хе Джін | Н/Д                    |

### Найкраща пара
| Рік  | Переможець                | Робота                     |
| ---- | ------------------------- | -------------------------- |
| 2012 | Со Ін Гук та Чон Ин Джі   | «Відповідь у 1997»         |
| 2013 | Лі Чон Сок та Лі Бо Йон   | «Я можу почути твій голос» |
| 2016 | Сон Чжун Кі та Сон Хє Кьо | «Нащадки сонця»            |
| 2022 | Пак Со Хам та Пак Че Чхан | «Семантична помилка»       |
| 2023 | Лі Чун Хо та Ім Юна       | «Посмішка для спадкоємця»  |
| 2024 | Пьон Усок та Кім Хє Юн    | «Кохана бігунка»           |

## Найкращий наряд
| Рік  | Переможці   | Переможці                 | Переможці    | Переможці                |
| Рік  | Актор       | Робота                    | Акторка      | Робота                   |
| ---- | ----------- | ------------------------- | ------------ | ------------------------ |
| 2012 | Ко Се Вон   | «Місяць та зорі для тебе» | Чон Хє Бін   | «Інсу: Королівська мати» |
| 2013 | Йон Чон Хун | «Горщики золота»          | Ю Ін Йон     | «Чудова мама»            |
| 2014 | Чі Чхьон У  | «Закохані у Трот»         | Кім Ю Рі     | «Поза хмарами»           |
| 2015 | О Мін Сок   | «Все про мою маму»        | Чхве Йо Чжін | «Коханець»               |

## Найкращий менеджер
| Рік  | Переможець   | Акторське агентство     |
| ---- | ------------ | ----------------------- |
| 2012 | Кім Чон До   | Namoo Actors            |
| 2013 | Кім Тон Оп   | Will Entertainment      |
| 2014 | Лі Чін Сон   | King Kong Entertainment |
| 2015 | Сім Чон Ун   | Sim Entertainment       |
| 2016 | Кім Чон Йон  | Blossom Entertainment   |
| 2018 | Пе Сон Ин    | HM Entertainment        |
| 2020 | Кан Кон Тхек | VAST Entertainment      |
| 2022 | Сон Сок У    | BH Entertainment        |
| 2023 | Пек Чхан Джу | C-JeS Studios           |

## Інші нагороди
| Рік  | Категорія                                                    | Переможець                     | Робота                             |
| ---- | ------------------------------------------------------------ | ------------------------------ | ---------------------------------- |
| 2012 | Найкращий лиходій                                            | Юн Йон Хьон                    | «Історія продавця»                 |
| 2012 | Найкраща комічна гра                                         | Ан Сок Хван                    | «Сім'я»                            |
| 2012 | Найкращі трюки в екшн-сценах                                 | —                              | «Весільна маска»                   |
| 2013 | Найкраще акторське виконання                                 | Чон Ин Джі                     | «Цією зимою, вітер дує»            |
| 2013 | Найкраща екшн-сцена                                          | —                              | «Книга сім'ї Ку»                   |
| 2014 | Найкраща вебдрама соціальних мереж                           | —                              | «Голодна жінка»                    |
| 2015 | Найкраща вебдрама соціальних мереж                           | Сюмінь                         | «Закохався у випробування»         |
| 2016 | Особливий актор року                                         | Джюн Кунімура                  | —                                  |
| 2016 | Найкращі зірки МААТР                                         | Кім Хі Сон                     | —                                  |
| 2016 | Найкращі зірки МААТР                                         | Джесі Мендіола                 | —                                  |
| 2016 | Найкращі зірки МААТР                                         | Хірокі Нарімія                 | —                                  |
| 2016 | Найкращі зірки МААТР                                         | Сон Чжун Кі                    | —                                  |
| 2016 | Найкращі зірки МААТР                                         | Джо Таслім                     | —                                  |
| 2016 | Найкращі зірки МААТР                                         | Тханайон Вонтракул             | —                                  |
| 2016 | Особлива нагорода МААТР                                      | Ґьокхан Алкар та Зейнеп Чамджі | —                                  |
| 2016 | Нагорода за OST від Makestar                                 | Сон Тон Ун                     | —                                  |
| 2020 | Найкраща вебдрама                                            | —                              | «Найкраща помилка»                 |
| 2020 | Найкраща коротка драма                                       | —                              | «Живи ось так»                     |
| 2022 | Найкраща вебдрама                                            | —                              | «Будь моїм хлопцем»                |
| 2022 | Найкраща коротка драма                                       | —                              | «Ток Ґу повернувся»                |
| 2023 | Глобальна зірка                                              | Лі Чун Хо                      | «Посмішка для спадкоємця»          |
| 2023 | Найкращий персонаж                                           | Лі Чун Хо                      | «Посмішка для спадкоємця»          |
| 2023 | Нагорода сеульської ліги акторів                             | Лі Сон Ґьон                    | «Романтичний лікар, вчитель Кім 3» |
| 2023 | Глобальний творець року                                      | Анушка Сен                     | —                                  |
| 2023 | Глобальний творець року                                      | Нгуєн Тхі Фуонг Тхао           | —                                  |
| 2023 | Глобальний творець року                                      | Карімова Еліна                 | —                                  |
| 2023 | Глобальний творець року                                      | Кассандра Бенксон              | —                                  |
| 2023 | Глобальний творець року                                      | Крістель Фулґар                | —                                  |
| 2023 | Глобальний творець року                                      | Кіка Кім                       | —                                  |
| 2024 | Глобальна зірка від Idol Champ                               | Пьон Усок                      | «Lovely Runner OST»                |
| 2024 | Глобальний інфлюенсер у вітчизняній категорії від Idol Champ | Shinsama                       | —                                  |
| 2024 | Глобальний інфлюенсер у вітчизняній категорії від Idol Champ | YUKA-CHANNEL                   | —                                  |
| 2024 | Глобальний інфлюенсер у закордонній категорії від Idol Champ | Даша Таран                     | —                                  |
| 2024 | Глобальний інфлюенсер у закордонній категорії від Idol Champ | Ірене Суванді (Irene Suwandi)  | —                                  |
| 2024 | Глобальний інфлюенсер у закордонній категорії від Idol Champ | We's Pi                        | —                                  |
| 2024 | Глобальний інфлюенсер у закордонній категорії від Idol Champ | Пунам Нарука (Poonam Naruka)   | —                                  |
| 2024 | Найкращий шоумен від Idol Champ                              | Кан Даніель                    | —                                  |
| 2024 | Знаменитість Кореї                                           | RalRal                         | —                                  |

## Нагорода за досягнення
| Рік  | Переможець    | Робота                                                   |
| ---- | ------------- | -------------------------------------------------------- |
| 2012 | Лі Сун Дже    | «Сильний удар 2: Через дах», «Доброго ранку, Президенте» |
| 2013 | Чху Ча Хьон   | Н/Д                                                      |
| 2013 | Чон Ту Хон    | Н/Д                                                      |
| 2014 | Чхве Чін Сіль | Н/Д                                                      |
| 2015 | Н/Д           | «Інспектор-детектив»                                     |
| 2023 | Пьон Хі Бон   | Н/Д                                                      |
| 2024 | Кім Йон'ок    | Н/Д                                                      |

## Ведучі
| №  | Рік  | Ведучий/ведуча          |
| -- | ---- | ----------------------- |
| 1  | 2012 | Кім Пьон Чхан, Ю Ін На  |
| 2  | 2013 | Лі Хві Дже, Пак Со Йон  |
| 3  | 2014 | Кім Сон Джу, Пак Со Йон |
| 4  | 2015 | Лі Хун, Пак Со Йон      |
| 5  | 2016 | Сін Тон Йоп, Лі Ха Ні   |
| 6  | 2018 | Кім Син У               |
| 7  | 2020 | Кім Син У               |
| 8  | 2022 | Чон Іль У, Квон Ю Рі    |
| 9  | 2023 | Кім Син У, Чан Є Вон    |
| 10 | 2024 | Кім Син У, Пак Соньон   |

## Виноски
1. ↑  МААТР розшифровується як Мережа Акторів Азійсько-Тихоокеанського Регіону, що є перекладом з англійської, де APAN розшифровується як Asia Pacific Actors Network.